# 왕의 이름으로
《왕의 이름으로》(In the Name of the King: A Dungeon Siege Tale)는 2007년 제작된 독일, 캐나다, 미국의 영화이다.
우베 볼 감독이 게임 《던전 시즈》를 모델로 하여 제작하였으며, 독일의 볼 KG 프로덕션스, 헤럴드 프로덕션스와 캐나다의 브라이트라이트 픽처스가 제작하였다. 제이슨 스테이섬이 주연으로 출연하였고, 릴리 소비에스키, 크리스티나 로겐, 레이 리오타 등이 조연으로 출연하였다. 제작비는 약 6000만 달러이며, 영화 개봉시 수입은 13,097,915 달러이다.
2011년에는 영화의 후속작이 《왕의 이름으로 2》라는 이름으로 우베 볼이 감독하여 제작되었다.
대한민국에서는 크래커픽쳐스에서 수입하여 2009년 5월 14일에 극장 상영하는 것으로 홍보하였으나, 극장 상영은 이루어지지 않았다. 이후, 케이블 채널에서 TV방영으로 공개되었고 VOD로 출시되었다.

## 출연
- 제이슨 스테이섬 : 파머 역
- 릴리 소비에스키 : 뮤리엘라 역
- 존 리스데이비스 : 메릭 역
- 론 펄먼 : 노릭 역
- 클레어 폴러니 : 솔라나 역
- 크리스타나 로컨 : 엘로라 역
- 매슈 릴러드 : 펠로 공작 역
- 브라이언 화이트 : 타리쉬 지휘관 역
- 마이크 도퍼드 : 벡러 장군 역
- 윌 샌더슨 : 바스티안 역
- 타니아 솔니어 : 탈윈 역
- 레이 리오타 : 갤리언 역
- 버트 레이놀즈 : 콘래드 왕 역
- 가브리엘 로즈 : 델린다 역
- 테런스 켈리 : 트루메인 역
- 콜린 포드 : 제프 역
- 미셸 해리슨 : 히스테리녀 역
- 에바 패드버그 : 하녀 역
- 다렌 샤라비 : 문지기 역
- 아론 펄 : 아지엘 장군 역
- 마이클 에크런드 : 정찰병 역
- 론 셀모어 : 할레트 장군 역
- 폴 우 : 로덴 대장 역
- 스티븐 파크 : 무장 노예 역
- 마셀 메일라드 : 상인 역
- 다니엘 보일류 : 노예 역
- 크리스 로저먼드 : 군인 #1 역
- 세이지 브로클뱅크 : 군인 #2 역
- 캐리 앤 플레밍 : 우는 여자 역
- 재클린 앤 스튜어트 : 캐러밴 노예 #1 역
- 트래비스 맥도널드 : 캐러밴 노예 #2 역
- 애러너 케이건 : 처 역
- 나오미 라자러스 : 처 역
- 던컨 프레이저 : 늙은 남자 역
- 에이단 윌리엄슨 : 마을 소년 역

## 스탭
- 감독 : 우베 볼
- 시나리오 : 더그 테일러
- 스토리 : 제이슨 래파포트, 댄 스트론케, 더그 테일러
- 프로듀스 : 숀 윌리엄슨, 대니얼 클라크
- 프로듀서 : 우베 볼
- 이그제큐티브 프로듀서 : 체트 홈즈, 볼프강 헤럴드, 스티븐 헤그예스
- 어소시에이트 프로듀서 : 조너선 쇼어
- 캐스팅 : 모린 웹, 에이드 벨라스코 (CSA)
- 원안 : 크리스 테일러, 가스 파워드 게임즈 (게임 『던전 시즈』)
- 액션 안무가 : 청샤오둥
- 촬영 감독 : 매티어스 뉴먼 (BVK)
- 편집 : 데이비드 M. 리처드슨
- 음악 : 헨닝 로너, 제시카 드 루아이
- 프로덕션 디자이너 : 제임스 스튜어트
- 의상 디자이너 : 칼라 헷랜드, 토니 루터

- 제공 : 볼 KG 프로덕션스
- 공동제공 : 해럴드 프로덕션스, 브라이트라이트 픽처스

- 스턴트 코디네이터 : 딘 최
- 추가 스턴트 코디네이터 : 대니 버튜, 필립 브룩스, 릭 피어스, 마이크 랭로스
- 스턴트 세이프티 : 더스틴 브룩스, 대릴 쿠온, 콜린 데커, 데이비드 마이리아

## 해외 수출

### 대한민국
- 제목 : 왕의 이름으로
- 개봉 : 2009년 5월 14일 개봉 홍보 → 미개봉. TV 방영, VOD 출시
- 관람등급 : 12세 이상 관람가 (영화사 자체 등급)
- 러닝타임 : 127분
- 수입 : ㈜크래커픽쳐스
- 배급 : ㈜크래커픽쳐스
- 홍보/마케팅 : ㈜크래커픽쳐스
- 저작권 보호 대행 : ㈜AVA 엔터테인먼트, ㈜클루넷

## 같이 보기
- 비디오 게임을 원작으로 한 영화 목록